# Strzępiak złotowłosy
Strzępiak złotowłosy (Inocybe auricoma (Batsch) Sacc.) – gatunek grzybów należący do rodziny strzępiakowatych (Inocybaceae).

## Systematyka i nazewnictwo
Pozycja w klasyfikacji według Index Fungorum: Inocybe, Inocybaceae, Agaricales, Agaricomycetidae, Agaricomycetes, Agaricomycotina, Basidiomycota, Fungi.
Po raz pierwszy zdiagnozował go w 1783 r. A.J.G. Batsch nadając mu nazwę Agaricus auricomus. Obecną, uznaną przez Index Fungorum nazwę nadał mu P.A. Saccardo w 1887 r.
Synonimy:
- Agaricus auricomus Batsch 1783
- Agaricus descissus var. auricomus (Batsch) Fr. 1838
- Inocybe descissa subsp. auricoma (Batsch) P. Karst. 1885
- Inocybe descissa var. auricoma (Batsch) Gillet 1876

Nazwę polską zaproponował Władysław Wojewoda w 1990 r.. W monografii  strzępiaków Andrzeja Nespiaka brak tego gatunku.

## Występowanie i siedlisko
Strzępiak złotowłosy znany jest w niektórych krajach Europy oraz w nielicznych miejscach w Kanadzie. W piśmiennictwie naukowym na terenie Polski do 2003 r. podano co najmniej 10 stanowisk. Nowe, bardziej aktualne stanowiska podaje internetowy atlas grzybów. Zaliczony w nim jest do grupy grzybów chronionych i zagrożonych.
Grzyb mikoryzowy. Rośnie na ziemi. W Polsce występuje w lasach liściastych, pod olchą czarną i bukami, w chruście, leszczynowych zaroślach, rzadziej w lasach iglastych, parkach. Owocniki zazwyczaj od sierpnia do listopada.